# Derideri merito potest qui sine virtute vanas excercet minas
Derideri merito potest qui, sine virtute, vanas exercet minas: la frase, tradotta letteralmente, significa può giustamente essere deriso chi, privo di valore, minaccia inutilmente. (Fedro).
La frase è tratta dalla favola La mosca e mula. Per incitare la mula a correre, l'insetto minaccia di pungerla, ma questa risponde dicendole che teme solo il morso e la briglie messe dall'uomo.